# Nyugat-Szamoa az 1992. évi nyári olimpiai játékokon
Nyugat-Szamoa a spanyolországi Barcelonában megrendezett 1992. évi nyári olimpiai játékok egyik részt vevő nemzete volt. Az országot az olimpián 2 sportágban 5 sportoló képviselte, akik érmet nem szereztek.

## Ökölvívás
| Versenyző       | Versenyszám | Selejtező                      | Nyolcaddöntő                 | Negyeddöntő       | Elődöntő          | Döntő             | Helyezés |
| Versenyző       | Versenyszám | Ellenfél Eredmény              | Ellenfél Eredmény            | Ellenfél Eredmény | Ellenfél Eredmény | Ellenfél Eredmény | Helyezés |
| --------------- | ----------- | ------------------------------ | ---------------------------- | ----------------- | ----------------- | ----------------- | -------- |
| Maselino Tuifao | Váltósúly   | erőnyerő                       | Michael Carruth (IRL) · 2-11 | kiesett           | kiesett           | kiesett           | 9.       |
| Likou Aliu      | Középsúly   | Raymond Joval (NED) · RSC      | kiesett                      | kiesett           | kiesett           | kiesett           | 17.      |
| Emilio Leti     | Nehézsúly   | Arnold Vanderlyde (NED) · 0-14 | kiesett                      | kiesett           | kiesett           | kiesett           | 17.      |

RSC - a játékvezető megállította a mérkőzést

## Súlyemelés
| Versenyző         | Versenyszám | Szakítás | Szakítás | Lökés    | Lökés    | Összesen | Helyezés |
| Versenyző         | Versenyszám | Eredmény | Helyezés | Eredmény | Helyezés | Összesen | Helyezés |
| ----------------- | ----------- | -------- | -------- | -------- | -------- | -------- | -------- |
| Marcus Stephen    | 60 kg       | 117,5    | 15.*     | 157,5    | 8.       | 275,0    | 9.       |
| Jeremiah Wallwork | 100 kg      | 130,0    | 22.      | 160,0    | 20.      | 290,0    | 20.      |

* - egy másik versenyzővel azonos eredményt ért el